# Pártus Birodalom
A Pártus Birodalom, vagy Arszakida Birodalom az iráni népek közé tartozó pártusok birodalma volt a Kr. e. 3. századtól a Kr. u. 3. századig, részben a mai Irán és Irak területein. A pártusok törzsterülete eredetileg a Kaszpi-tengertől keletre volt; birodalmuk fővárosa a babilóniai Ktésziphón lett. Fontos városaik voltak még Ekbatana (ma Hamadán), Szeleukeia és Hekatompülosz.
A méd és óperzsa birodalmak után a harmadik nagy birodalom volt a tágabb értelemben vett iráni térségben. Hatalma csúcspontján, az Kr. e. 1. században a Pártus Birodalom az Eufrátesztől a mai Afganisztánon keresztül az Indusig, illetve az Amu-darja (latin Oxus) folyótól az Indiai-óceánig terjedt. A carrhaei csata – Marcus Licinius Crassus római politikus és hadvezér legyőzése Kr. e. 53-ban – után a pártusok Szíriát és Kis-Ázsiát fenyegették, de Ventidius visszavonulásra kényszerítette őket Kr. e. 39 – 38-ban. Ezután a birodalom hanyatlani kezdett, végül I. Ardasír (Artaxerxész), a Szászánida Birodalom megalapítója 226-ban elfoglalta a Pártus birodalmat.
Az Arsakida név a birodalom felett uralkodó dinasztiát jelöli, amelyet I. Arsak (a görög forrásokban Arszakész), a parni törzs vezetője alapított, Kr. e. 247-ben. A birodalom története azzal kezdődött, hogy Arsak meghódította Partiát, a mai Irán északkeleti részét elfoglaló régiót, amely akkor a Szeleukida Birodalom egyik satrapiája (tartománya) volt. I. Mithridatész (Kr. e. 171-138) jelentősen megnövelte a birodalmat, elfoglalva Médiát és Mezopotámiát is a szeleukidáktól. Fénykorában a pártus birodalom az Eufrátesz északi folyásától (ma Közép-Kelet-Törökország) Irán keleti részéig terjedt. A Selyemúton, a Római Birodalom és a kínai Han Birodalom között terült el, és virágzó kereskedelemmel rendelkezett.
A kulturálisan heterogén birodalom művészetét, építészetét, hitelveit és királyi jelképeit jobbára az iráni, a hellenisztikus és a helyi regionális kultúráktól kölcsönözte. Az Arsakidák udvara hatalmuk első felében főleg a görög kultúrára támaszkodott, később azonban fokozatosan megerősödtek az iráni hagyományok. A dinasztia uralkodói a királyok királya címet viselték, arra utalva ezzel, hogy az Óperzsa Birodalom örököseinek tekintik magukat. Olyan helyeken is elfogadták helyi királyok uralkodását, ahova a perzsák központilag kinevezett, bár jórészt autonóm módon kormányzó satrapákat küldtek volna. Satrapákat a pártus uralkodók is kineveztek, jobbára Iránon kívül, de ezek kisebbek és kevésbé hatalmasok voltak, mint az óperzsa időkben. A birodalom növekedésével az uralkodói székhelyet Niszából (ma Türkmenisztán) a mai Bagdadhoz közeli Ktésziphónba helyezték át (bár több más helyen is volt).

## Kiterjedése
A Kaszpi-tengertől délkeletre a Kopet-dag hegyei és a Dast-e Kavír sivatag határolták. A mai Örményország, Irak, Irán, Grúzia, Kelet-Törökország, Kelet-Szíria, Türkmenisztán, Afganisztán, Tádzsikisztán, Pakisztán, Kuvait, a Perzsa-öböl, Szaúd-Arábia partvidéke, Bahrein, Katar, Libanon, Izrael, Palesztina és az Egyesült Arab Emírségek területét ölelte fel.

## A birodalom létrehozása
A Pártus Birodalom hatalmának csúcspontján, az i. e. 1. században az Eufrátesztől Afganisztánon át az Indusig, illetve az Oxusz folyótól az Indiai-óceánig terjedt. Marcus Licinius Crassus római politikus és hadvezér legyőzése (i. e. 53-ban, carrhaei csata) után Szíriát és Kis-Ázsiát fenyegették, de Ventidius visszavonulásra kényszerítette őket i. e. 39 – i. e. 38-ban. Ezután a birodalom hanyatlani kezdett, végül I. Ardasír (Artaxerxész), a Szászánida Birodalom megalapítója 226-ban elfoglalta a Pártus Birodalmat. A legfontosabb pártiai városok Ekbatana (ma Hamadán), Szeleukeia, Ktésziphón és Hekatompülosz voltak.
A pártus Arszakida-dinasztia laza uralma alatt a hét nagy pahlavi arisztokrata család szinte királyi jogokat gyakorolt tartományaiban. Közülük a Szurénák Jézus születése előtt valamivel függetlenítették magukat Szisztánban, és fokozatosan egy önálló indo-pártus királyságot építettek ki. Az Arszakidák a népszerű iráni mazdaista vallást fogadták el, de minden más vallással is türelmesek voltak. Kulturális tevékenységüket inkább jellemezték a szintetizáló, mint az újító törekvések: magukba olvasztották és átformálták a szeleukida örökséget, felhasználták a görög tudomány eredményeit, görög igazgatási módszereket és udvari címeket vettek át, pergamenre írtak, sőt a hellenisztikus uralkodókultusz egyes elemeit is átvették. Művészetük több eredeti jegyet mutat, az építészetben újításokat is kifejlesztettek.

## A birodalom megalapítása

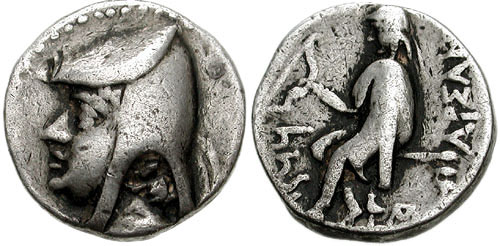
I. Arsak a birodalom megalapítója az általa veretett ezüst drachmán

I. Arsak (Nagy Arszák) vált a Parni törzs vezetőjévé. A baktriai nyomás alól keresett menedéket a parniknál Pártiában. Kr. e. 238-ban Arsak megölte Andragorast, Pártia lázadó kényurát. Az Arrianus hagyomány úgy tartja, hogy I. Arsak megölte testvérét, azonban a modern történetírás úgy hiszi, hogy ő volt Pártia ura Kr. e. 211-ig, amikor fia II. Arsak került hatalomra.
Justinus szerint „Ő (Arsak) élete a fosztogatásból és a lopásból állt, amikor hallott Seleucus, Gaulok-tól elszenvedett vereségéről. Megkönnyebbülve támadta meg a pártusokkal, a tolvajok bandájával és legyőzte elöljárójukat Andragorast, megölte őt és átvette a nemzet feletti uralmat.” Justinus, XLI. 4.
Szergej Pavlovics Tolsztov szerint minden okunk megvan annak feltevésére, hogy az Arsakida monarchia kialakulásának korai szakaszában Chorezm áll annak a mozgalomnak a háta mögött, amelyet Dél-Turkménia sztyeppelakó törzsei a Szeleukidák ellen indítottak. Chorezm ezeket éppúgy támogatta, mint annak idején Szpitamenészt.
Emellett szól az, hogy először is, (igaz, hogy csak későbbi adatok, különösen al-Bírúni szerint) az Arsakidák Choszrov legendás fia , Ask (Arsak) révén családfájukat szintén Szijávusra (az Aveszta Szijávarsan néven ismeri) vezették vissza. Ha ez nem is bizonyítja azt, hogy I. Arsak közvetlenül a chorezmi dinasztia tagja volt, (ezt lehetetlen kimutatni), mégis arra mutat, hogy az Arsakidák és a chorezmi Szijávusidák uralkodóháza között közvetett dinasztikus kapcsolatok álltak fenn.
Kr. e. 209-ben a Nagy Antiochus megszállta Pártiát és hadjáratával visszaállította a Szeleukida uralmat a keleti területeken. Antiochus elfoglalta a pártus fővárost, Hecatompylust is, akkor beszorította II. Arsakot Hyrcaniába, de az előtte elismerte a Szeleukida fennhatóságot. Miután a pártus fenyegetés megszűnt, Antiochus a Görög-Baktriai Királyság ellen vonult és háborúzott I. Euthydemus királlyal. Nem telt el 3 év és békét kötöttek. Antiochus keleti hadjárata egy indiai expedícióval ért véget. Röviddel ezután vereséget szenvedett a Római Birodalomtól mely vereség súlyosan meggyengítette a szeleukidákat és ez lehetővé tette Pártia szeleukidáktól való függetlenedését. II. Arsak Kr. e. 191-ben halt meg, a trónon Phriapatius követte.
Kr. e. 171-ben I. Phraates király legyőzte a Mardi törzset, de a nomád szkíták elleni csatában életét vesztette. Testvére, I. Mithridatész túlélte a csatát és a legnagyobb pártus királlyá vált. Hasznot húzott a Szeleukida Birodalom pusztulásából. Kr. e. 167-ben elfoglalta Herat városát, elvágta a kereskedelmi utat Indiába és eredményesen kettészakította a hellenisztikus világot.
A szeleukida uralkodók legjobb tudásuk szerint ellenálltak a pártus hódításnak; IV. Antiochus Epiphanes utolsó évében hadjáratot indított az újonnan létrejött iráni államok ellen. Kezdeti sikereket ért el Örményországban, Kr. e. 164-ben bekövetkezett hirtelen halála azonban kedvezett a pártusoknak, akik nagy hasznot húztak az elkövetkező dinasztikus viszályból.

## Pártia aranykora

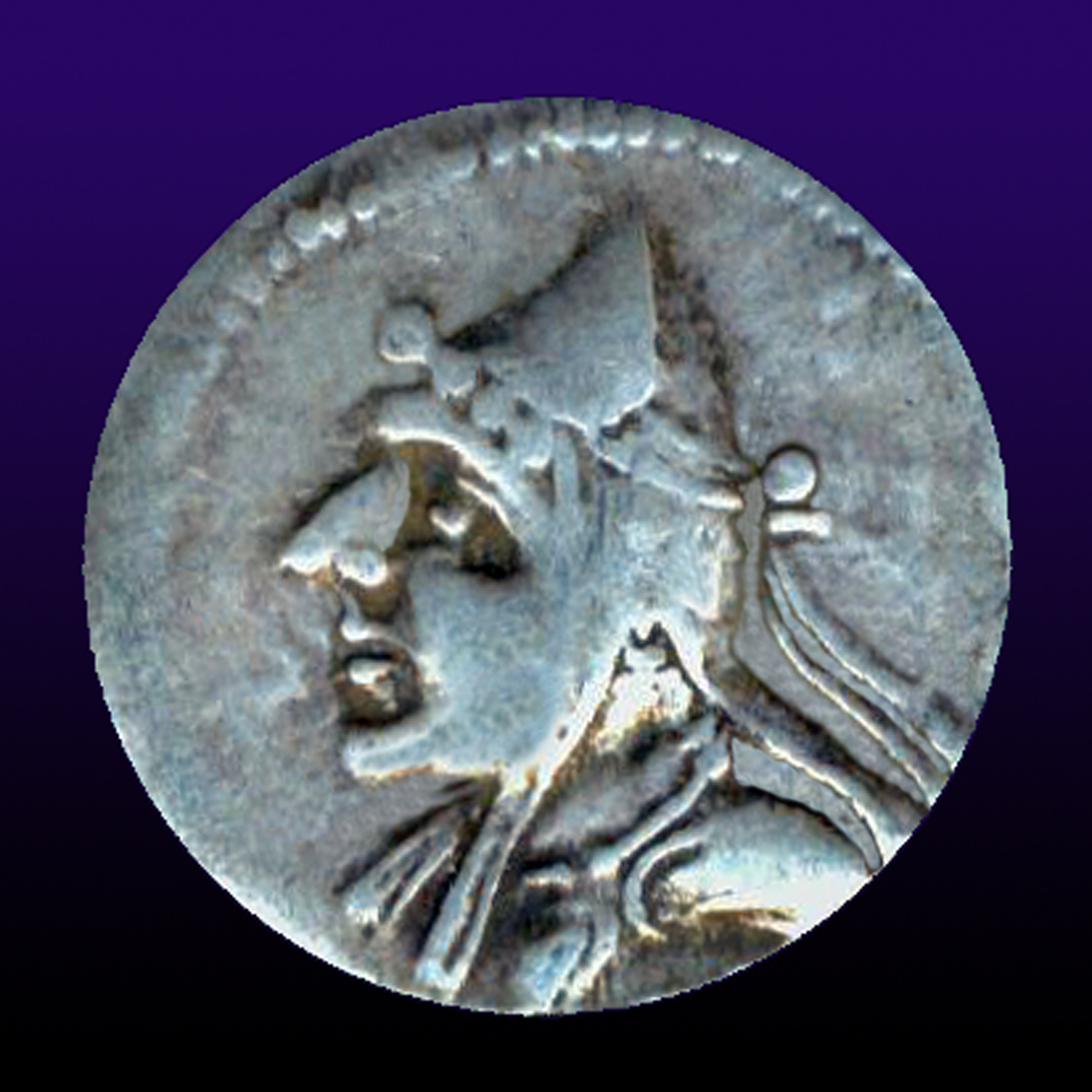
I. Mithridatész ezüstdrachmája az ecbatanai verdéből

Kr. e. 139-ben I. Mithridates pártus király elfogta a szeleukida királyt, II. Demetrius Nicatort és tíz évig fogságban tartotta, mialatt a pártus csapatok végigdúlták Mezopotámiát és Médiát.
Kr. e. 129-re a pártusok irányításuk alá vonták a Tigristől keletre fekvő területeket és egyik téli táborhelyükön megalapították Ktésziphónt, a mai Bagdadtól 35 km-re délre. Ktésziphón akkoriban a Tigris túlpartján fekvő Seleuciának, a korabeli Nyugat-Ázsia legnagyobb hellenisztikus városának egy kis elővárosa volt. A pártus hadseregeknek szükségük volt a gazdag és erős kereskedelemmel bíró Seleuciára, néhányszor behatoltak a városba, de megengedték, hogy a város megőrizze függetlenségét. A mezopotámiai nyár hőségében a pártus hadakat visszavonták az ősi perzsa fővárosba Susa-ba és Ecbatana-ba (a mai Hamadan).
II. Phraatész és I. Artabanosz királysága alatt, kiket egymás után megöltek, Kr. e. 130. körül, a pártusok elszenvedői voltak számos szkíta betörésnek (akiket baktriai tokhároknak hívtak, ezek talán a kusánok lehettek). Kr. e. 90. körül a szkíták ismét berontottak Pártiába és Sanatruces királyt ültették a pártus trónra. Úgy tűnik, a Krisztus előtti első században, a korai időkben a Pártus Birodalom egy nagyon rövid és erősen sötét korszakot szenvedett el, melyről kevés írás maradt fenn.
Média, Asszíria, Babilónia és Elám meghódítása után, a pártusok kezdték megszervezni birodalmukat. Ezen országok korábbi vezető rétege görög volt, és az új uralkodók átvették őket, ha ők tovább akartak szolgálni. Ennek eredményeképpen a városok megtartották ősi jogaikat és a polgári adminisztráció is meglehetősen zavartalan maradt. Egy érdekes részlet a pénzverés: az érméken található feliratok a görög abc betűivel voltak írva, ez a gyakorlat a Krisztus születése utáni második századig folytatódott, amikor is a görög nyelv ismerete hanyatlásnak indult és már csak néhány ember tudott görögül írni-olvasni.
További ihlet forrása volt az Akhaimenida dinasztia, akik a Perzsa Birodalmat uralták egykor. Az udvaroncok perzsául beszéltek és pahlavi írást használtak; a királyi bíróság fővárostól fővárosig utazott és az Arsacida királyok önmagukat „királyok királya” jelzővel illették. Ez egy megfelelő cím volt, mert egyúttal a pártus uralkodó volt a legfőbb ura a tizennyolc hűbéres királynak úgy, mint Hatra városállam ura, Characene királysága és az ősi Örményország királysága.

## A Birodalom késői szakasza
A birodalom nem volt központosított. A sok ember számos nyelvet beszélt és sok különböző gazdasági rendszert használtak. A laza kötődés volt a birodalom túlélésének a kulcsa. A Kr. u. 2. évszázadban a legfontosabb főváros Ktésziphón volt, a rómaiak nem kevesebb, mint háromszor foglalták el (116-ban, 165-ben és 198-ban), de a birodalom túlélte, mert voltak más erőközpontok is. Máskülönben a Pártus Birodalom egy egyszerű halmaza volt a királyságoknak, tartományoknak és a városállamoknak. Időnként komolyan meggyengült az állam. Ez fontos tényező volt Pártia terjeszkedésének a megállásában Mezopotámia és Perzsia meghódítása után.
A helyi uralkodók fontos szerepet játszottak és a király tiszteletben tartotta kiváltságaikat. Számos nemesi családnak volt szavazati joga a királyi tanácsban; a Surena háznak joga volt a pártus királyi koronához és minden arisztokratának megengedték, sőt elvárták tőle, hogy saját hadsereget tartson fenn. Amikor a trónon egy gyenge uralkodó ült, a hadosztályok között a nemesség veszélyessé válhatott.
A birodalom alkotórészei meglepően függetlenek voltak. Például engedélyezett volt a saját pénzverés, mely egy nagyon ritka kiváltság volt az ókorban. Addig ameddig a helyi vezető réteg adózott a pártus királynak, addig az kevésbé avatkozott be a tartomány életébe. Ez a rendszer jól működött a városokban, úgy mint: Ktésziphón, Seleucia, Ekbatana, Rhagae, Hecatompylos, Nisâ, és Susa.
Az adó csak egyike volt a királyi jövedelmeknek, emellett vámokat is kivetettek, Pártia ellenőrizte a Selyemutat a Földközi-tenger és Kína között.

## Kínai kapcsolatok
Az ókori Kínában „Anxi” volt Pártia neve (kínaiul: 安息, olvasata: ansik a középkori kínai [szövegekben] [ez az] az ősi [ókori] kínai szövegekből [származik]: *Arsǝk ~ *Ansek. ), ez az Arsakes dinasztia nevének egy átirata. A kínai Zhang Qian követ írta le Anxit, aki ellátogatott a Baktriával és Szogdiával szomszédos országokba Kr. e. 126–ban és írta az első tudósításokat Pártiáról.

## Pártia vallása

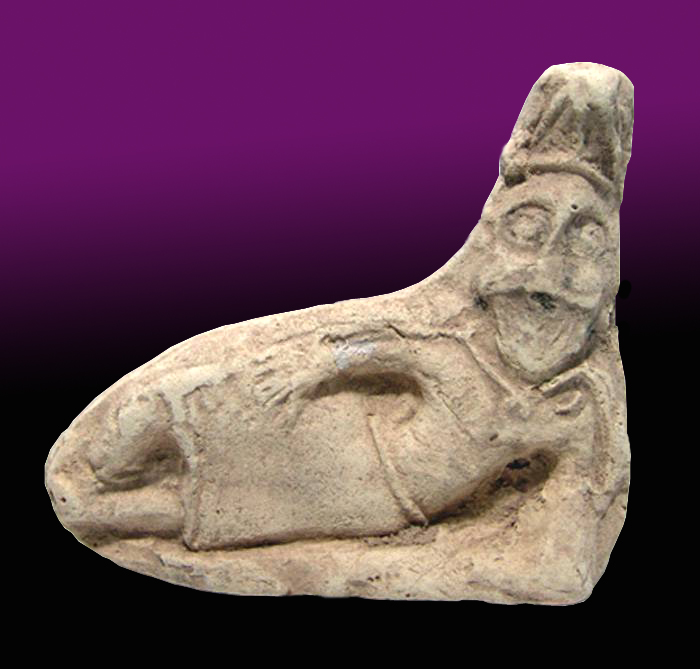
Pártus fogadalmi tábla Kr. e. 2-3. század.

### Zoroasztrizmus
A zoroasztrizmus (vagy mazdaizmus) volt a birodalom államvallása. A mazdaizmus ősi perzsa vallás körülbelül a Kr. e. 9.-8. században keletkezett. Később (a Kr. e. 6.-5. században) összeolvadt Zarathustra (Zoroaszter) próféta tanításaival.
A vallás alapítója egy iráni próféta és hitújító, Zarathustra volt, aki a Kr. e. 6. században élt. Perzsa hagyományok szerint Zarathustra tevékenysége Kr. e. 560 körülire tehető. A zoroasztrizmus egyaránt tartalmaz monoteista és dualista jellegzetességeket, a vallás követőit zarathustriánusoknak is nevezték, az iszlám megjelenése óta pársziknak is szokták őket nevezni.
Istentiszteletük legjellemzőbb vonása tűztemplomokban a szent tűz őrzése; emiatt az iszlám tűzimádóknak tartja őket. Tűzoltárokon mutatták be az áldozatokat az égi tűznek.
Sz. P. Tolsztov: Az ősi Chorezm; könyvének 127. oldalán az alábbiakat olvashatjuk egy Bucharában meglévő szokásról. Ez a szokás Tolsztov szerint feltehetőleg megvolt Chorezmben is, de talán nem áll messze a valóságtól, ha azt feltételezzük, hogy Pártiában is gyakorolta ezt a szokást a Zarathustrát követő népesség. A képen bemutatott fogadalmi szobor minden bizonnyal egy ilyen kultusz kelléke volt. Szerencsére sértetlenül vészelte át az évszázadokat.
Íme az idézet:
"Nersachí elmondja, hogy Bucharában a Zoroaszterhitű lakosság minden évben újév napján meg szokta semmisíteni az istenek agyagszobrait és azokat újakkal cseréli fel. Ezeket külön bazárban vásárolják, ahol maga a király is személyesen jelen van. Ez a szertartás, amely valószínűleg Chorezmben is megvolt (az összes szobrokat rendszerint már az ókorban összetörték), azokat az elő-ázsiai kultuszokat jellemezte, amelyek a föld termékenységégének meghaló és újjászülető istenével voltak kapcsolatosak. A szertartás maga az isten halálát és újjászületését jelképezte."

### Manicheizmus
Mani, Manichaeus, Manikhaiosz (Dél-Babilónia, Kr. u. 216 – Bélapat, Kr. u. 277) Iráni vallásalapító, kinek szülei feltehetőleg rokonságban álltak az Arsakida uralkodóházzal, már nem lehetett hatással Pártia vallási életére, mert működését csak a birodalom összeomlása után kezdte meg.

## Pártus nyelv
Arsacid Pahlavi vagy elterjedtebb néven ismert pártus nyelv egy mára már kihalt ősi északnyugat-iráni nyelv, a mai Irán északnyugati részén alakult ki. Ez volt az arsacidák közigazgatási nyelve és másodlagos nyelvként a Sassanida dinasztia korai időszakában is használatos volt.

### Pártus nyelv meghatározása az Ókori és keleti nyelvek és írások – az ELTE oktatási segédanyagában
A pártus nyelv eredete az ÉK-iráni Parthia (lat. elnevezés, v.ö. óperzsa Parthava) tartományhoz (mai Horászán, Gorgán ill. részben Türkmenisztán), valamint az ókori Arsakida dinasztia (i. e. 247–i. sz. 224) uralkodásához köthető. A dinasztiát megalapító ősök, egy észak-iráni nomád törzs (Aparni vagy Parni) vezetői, az i. e. 3. században meghódították Parthia provinciát, átvették a helyiek nyelvét, és ez lett később az uralkodásuk alatt nagy kiterjedésű birodalommá lett állam hivatalos nyelve. Ennek a nyelvnek az Arsakidák korából kevés emléke maradt, a nyelvemlékek többsége az őket követő Szászánida dinasztia (i. sz. 225–651) korából származik. A két nyelv, pártus és középperzsa (pahlavík és párszík a korábbi szakirodalomban) írása, az ideogrammok használata, valamint nyelvi jegyei egymáshoz nagyon hasonlóak voltak, így azokat sokáig egy nyelv két, időben egymást követő változatának tekintették és csak a dinasztia nevével különböztették meg a nyelvet (arsakida és szászánida pahlavi vagy pehlevi). A manicheus szövegek megismerése óta (1904) a pártus külön nyelvi státusza mint északnyugati közép-iráni nyelv egyértelmű. Legkorábbi emlékei az i. e. 1. századból, Niszából származó osztrakonok (melyeket eleinte arámi nyelvűeknek hittek az írás és az ideogrammok használata miatt), majd a királyfeliratok a korai szászánida korból (i. sz. 3–4. sz.). A kínai Turkesztán manicheus emlékei között is találhatók pártus nyelvű szövegek.
A pártus a nyugati közép-iráni nyelvek északi dialektus-csoportjához tartozik. Sem előzménye, sem folytatása nem ismert. Az Arsakidák mintegy öt évszázados uralkodása alatt a pártus viszonylag sok szót átvett kelet-iráni nyelvekből (pl. a szogdból), és maga is sokat kölcsönzött a környező nyelveknek (ld. a nagyszámú pártus kölcsönzést az örményben). Ezek a források segítik a pártus nyelv hangállományának rekonstruálását. Morfológiája és szintaxisa az igei és névszói esetvégződések lekopása miatt a korábbi (pl. óperzsa) nyelvállapothoz képest lényegesen megváltozott, de flektáló jellegét megőrizve, új analitikus és szintetikus struktúrákat hozott létre.

## Pártus építészet

### A pártus limes
Stein Aurél egyik expedíciója során Gaudi-Zirre környékén elterülő mocsárvidékig nyomult. Itt egy megerősített védelmi vonal maradványaira bukkantak, amelyről kiderült, hogy időszámításunk kezdetén a parthusok építették, hogy Irán városait, falvait megvédjék a délvidéki nomád törzsek betörései ellen. Építésének időpontja is, az erődvonal rendeltetése is érdekes módon egyszerre emlékeztetett a római birodalom limesére és a kínai határerődvonalra, amelyet a Tunhuang környékén tárt fel egy esztendővel korábban. Stein Aurél képzeletében fantasztikus lehetőség villant fel: hátha az ókor két nagy birodalmának védelmi rendszere közötti kapocs volt az Irán földjén húzódó limes – közös védelmi vonal a barbár támadásokkal szemben...

### Pártusok alapította városok
Ghirshman: Az ókori Irán című könyvéből arról értesülünk, hogy a pártusok nem voltak nagy városépítők, általuk alapított várost alig ismerünk. A városoknak általában kör alakú alaprajza a régi nyugat-ázsiai urbanizációs elvekre vezethető vissza, egyszersmind azonban az ősi katonai táborok felépítését utánozza.
Az arsacidák alapította városok a következők:

#### Ktésziphón (Ctesiphon)

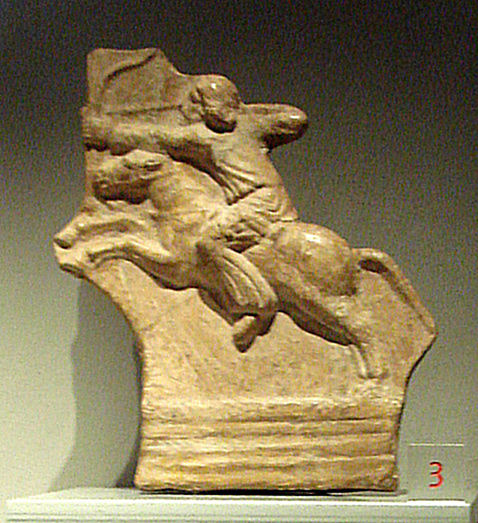
Pártus lovasíjász domborműve

Ktésziphón eleinte a Tigris menti Szeleukeiáva (Seleuciával) szemben emelt katonai tábor volt. Főváros csak II. Orodész idején lett belőle.

#### Hatra

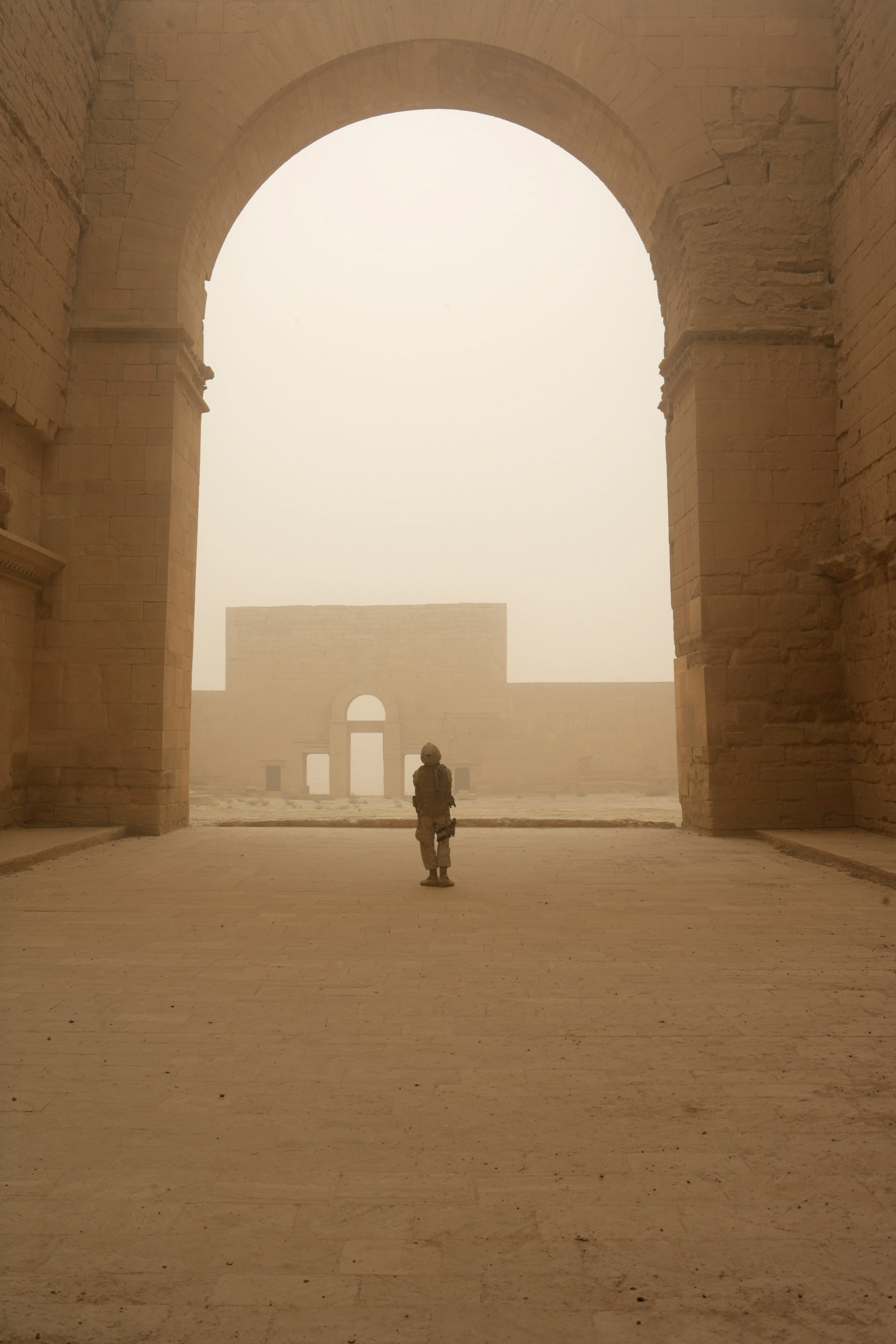
Hatra monumentális épületei és az új hódítók egyike

Hatra kezdetben erődítmény volt a két birodalom (a Római Birodalom és Pártia) közti határ közelében, és Irán védelmében gyakran játszott kulcsszerepet a római hadakkal szemben.

#### Darabgerd
Dárábgerd kör alakú alaprajzú város. Katonai tábor mintájára építették.

#### Gor (Firuzabad)
A pártusok vazallusa, az első Szászánida, Ardasír emeltette akkor, amikor fellázadt vagy éppen lázadásra készülődött uralkodója ellen.

### A pártus építészeti sajátosságok

#### Íván
Zádor Anna Építészeti szakszótárában sajátos pártus építészeti megoldásnak mutatja be az ívánt.
Az íván (ismeretes liván, eiván alakban is) az iszlám építészetben az udvar felé nyitott, nagyméretű boltozott csarnok. Sajátos formájában sztalaktitboltozás is előfordul. Az iszlám építészet a parthusoktól vette át, akik fényűző palotáikban építettek ivánokat. A legszebb ivánok egyike az iszfaháni Nagymecseté.
A ktésziphóni palotáról készült képen jól megfigyelhető a hatalmas íves boltozatos csarnok.

### Agyagművesség

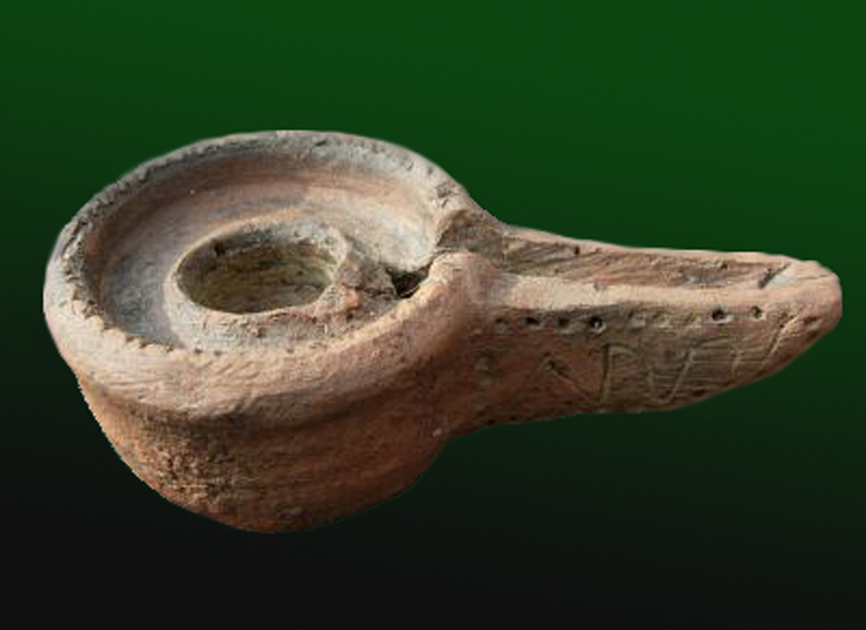
Pártus fazekas által készített olajlámpa Krisztus születésének idejéből

## A hét pártus család
A Hét Pártus Nemzetség vagy más néven Hét Ház, a feudális pártus főnemesi családok szövetségén alapult, akik a Sassanida udvar szövetségesei is voltak.
A hét nemzetségből csak kettő – a Suren Nemzetség és a Karen Nemzetség – amelyek hitelesen szerepelnek a forrásokban, az Arsacida időszakban. (…)
A Sassanida idő alatt, a hét feudális nemzetség a Dahae Államszövetség tagja volt és több közülük jelentős szereppel bírt a Sassanida udvarnál is. Például a Mihran Nemzetségből való Bahram Chobin, II. Khosrau katonai parancsnokaként vált híressé.
A hét nemzetség legfőbb hűbérbirtoka és családi székhelye:
- Aspahapet Nemzetség – Apartvaticene (Yazd)
- Dahae Nemzetség – Astabene (Kuchan)
- Karen Nemzetség – Hyrcania (Gorgan)
- Mihran Nemzetség – Comisene (Semnan)
- Parni Nemzetség – Parthyene (Parthaunis)
- Sohae Nemzetség – Margiane (Merv)
- Suren Nemzetség – Sakestan (Sistan)